# ハザード・E・リーヴス

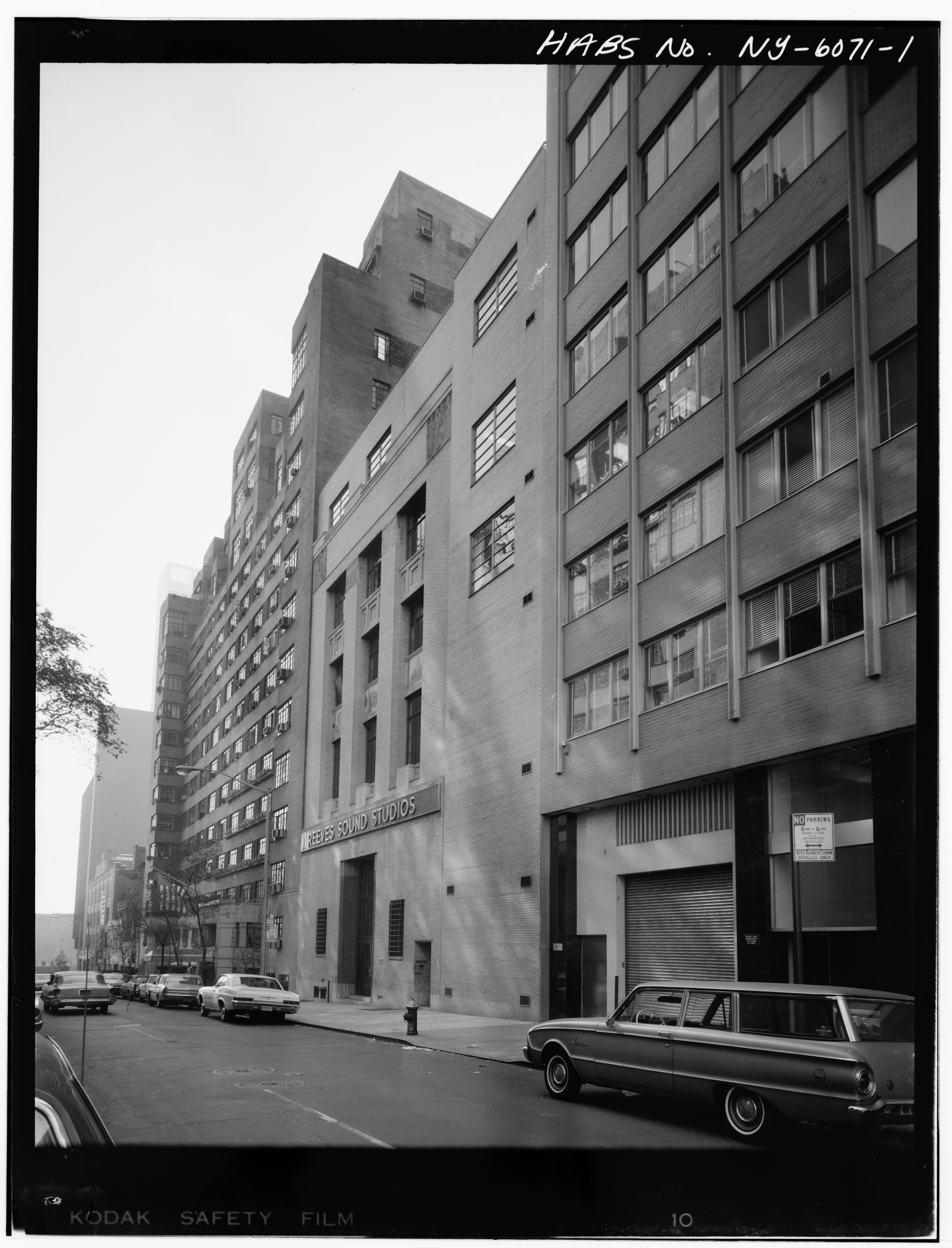
1960年代のリーヴス・サウンド・スタジオ

ハザード・アーリー・リーヴス・ジュニア（Hazard Earle Reeves, Jr.、1906年7月6日 – 1986年12月23日）は、アメリカ合衆国における電子工学的な音響分野の先駆者で、映画に電磁的なステレオ音響を導入した。リーヴスは、シネラマ社 (Cinerama Inc.) など60社以上の会社の社長を務めた。

## 生い立ちと教育
リーヴスは、メリーランド州ボルチモアで、母スーザン（旧姓ペレイクリア、Susan Perreyclear）と父ハザード・アーリー・リーヴス（Hazard Earle Reeves）の間の息子として生まれた。リーヴスは、ジョージア工科学校（Georgia School of Technology：後のジョージア工科大学の前身）を工学の学士号を得て卒業した。

## 初期の経歴と戦争
リーヴスはニューヨークへ移り住み、コロムビア・フォノグラフ・カンパニーで最初の職を得た。その後、ハーバード大学の映画財団の特別顧問となったリーヴスは、録音から、映画の音響装置へと、関心の重点を移した。1933年の時点で、リーヴスは既にニューヨークに自身の音響スタジオを設立していた。このスタジオは、程なくして合衆国東海岸で最大の規模に成長した。
1939年、ニューヨーク万国博覧会のイーストマン・コダック展示館の建設準備中に、リーヴスはフレッド・ウォーラー (Fred Waller) と会った。ウォーラーはリーヴスに、複数のカメラを用いて周辺視野の領域すべてを映し出す「Vitarama」と仮称していたアイデアを話した。ウォーラーはリーヴスに、複数のサウンド・チャンネルを備えたシステムを生み出すことは可能かと尋ねた。リーヴスは、この計画に賛同し、出資者として投資もした。
第二次世界大戦中、リーヴスは、軍需に応じて電子機器を製造するリーヴス＝エリー・ラボラトリーズ (Reeves-Ely Laboratories) を経営した。同社は、数百万ドル以上に及ぶ契約を遂行し、Army-Navy "E" Award を4回受賞した。

## 後年の経歴
大戦後、1946年に、リーヴスはリーヴス・サウンドクラフト・コーポレーション (Reeves Soundcraft Corporation) を設立し、併せて、録音テープ、フィルム、レコード盤、ワイヤー・ケーブル、ブラウン管、テレビカメラ、精密録音機器など、様々な製品を製造する多数の会社の経営にもあたった。リーヴスは、電磁的な録音技術を1948年に映画産業に持ち込んだ。
磁気テープによる録音技術を応用し、リーヴスはシネラマ用に6チャンネルの音響システムを開発し、1952年にはシネラマ社の社長に就任した。同年、シネラマ社は最初の作品『これがシネラマだ (This is Cinerama)』が公開された。リーヴスの音響システムは、大戦後の商用利用としては最初の、明確に分離されたステレオ音響システムであった。 （それ以前に、ウォルト・ディズニーが1940年の映画『ファンタジア』で3トラックの光学式音響システムを実現していたが、このディズニーの方式は、以降まったく使用されることがなかった。）
リーヴス・サウンドクラフト・コーポレーションは、1953年の業績を対象とした第26回アカデミー賞において、音響の録音再生のための磁性酸化物の帯をフィルムに付加する応用技術の開発に対して、科学技術賞（クラスII）(Scientific or Technical Award (Class II)) を受賞した。
リーヴスは、ニューヨーク州タキシード・パークで心臓発作を起こして死去した。
リーヴスは、アデリン・ジョンストン・ファウルズ (Adeline Johnstone Fowles) と結婚していた。女優のペリー・リーヴスは、彼らの孫娘である。